# Estación de Nueva Norcia

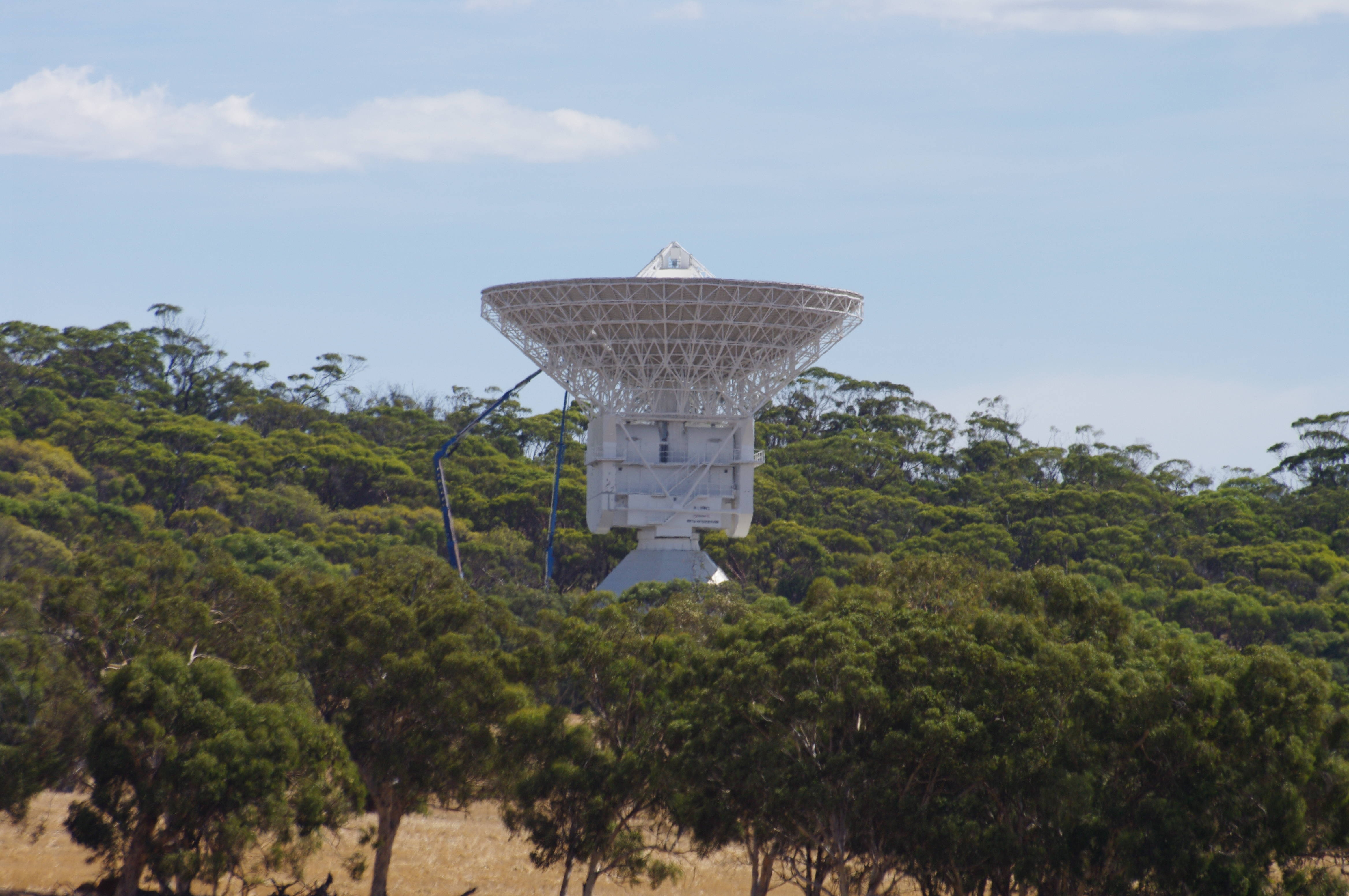
Antena de la estación de Nueva Norcia en mantenimiento

Estación de Nueva Norcia (también conocido como DSA 1 o Antena de Espacio Profundo 1) es una estación terrestre por satélite ESTRACK de 35 metros para la comunicación con las naves en el espacio profundo. Se encuentra a 10 kilómetros (6,2 mi) al sur de la ciudad de New Norcia, Australia Occidental fue la primera estación de espacio profundo de la ESA, seguido de la estación de Cebreros, en 2005, y la Estación de Malargüe, en 2013.
La estación opera un plato de 35 metros designado NNO-1 capaz de transmisión bidireccional en bandas S y X usando transmisores de 2 y 20 kilovatios. La antena pesa más de 600 toneladas y mide 40 metros de altura. Futuros planes de actualización incluyen la adición de una estación de banda Ka para apoyar las misiones internacionales. 
La construcción comenzó en abril de 2000 y duró hasta el final del primer semestre de 2002. Se siguió la instalación de equipos electrónicos y de comunicaciones. La estación fue inaugurada oficialmente el 5 de marzo de 2003 por el primer ministro de Australia Occidental en ese momento, el Dr. Geoff Gallop. El coste total de la construcción fue de 28 millones de euros. 

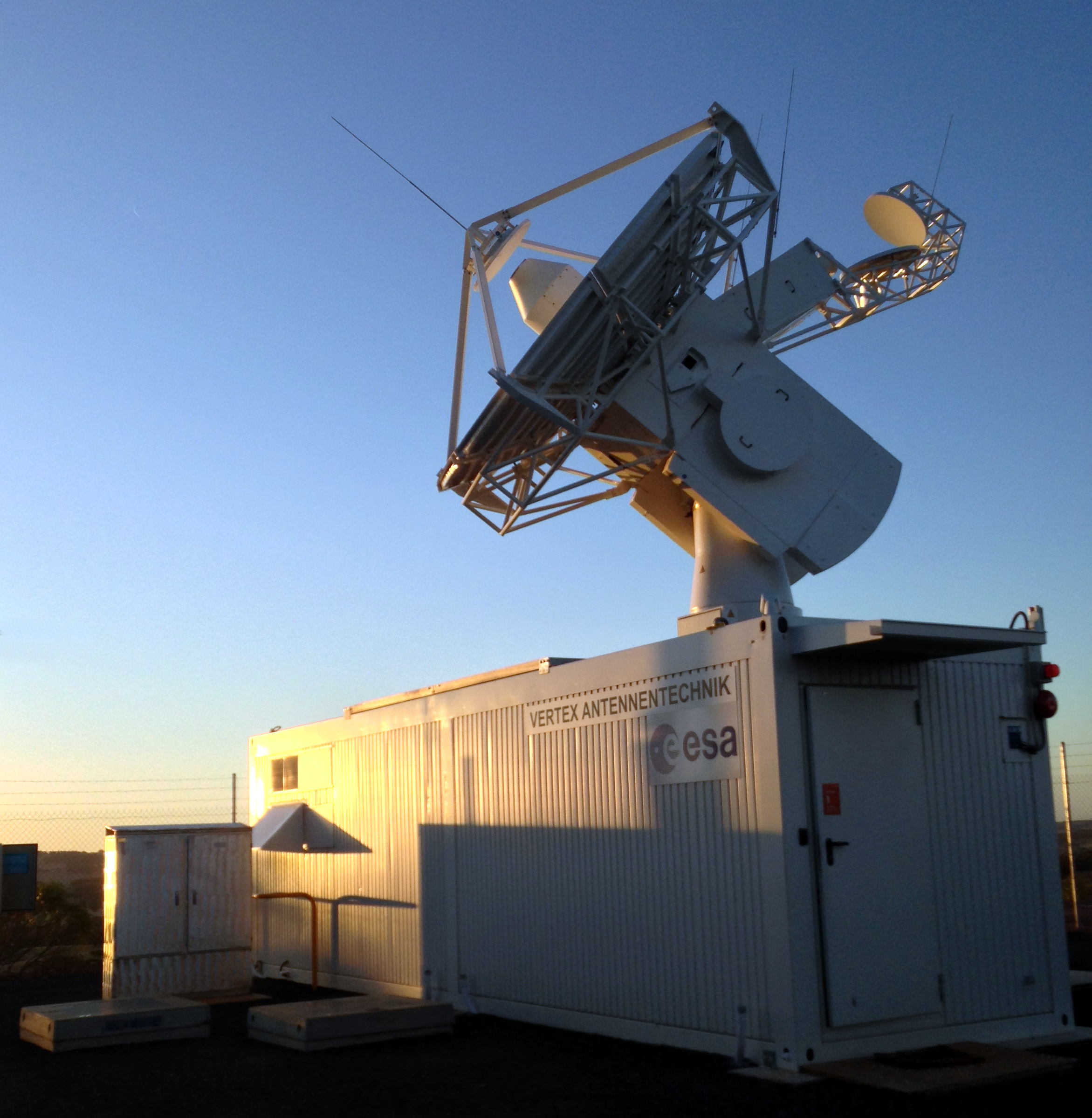
El plato NNO-2 de 4,5 metros durante su inauguración.

Un nuevo plato de 4,5 metros designado NNO-2 fue inaugurado el 11 de febrero de 2016. NNO-2 se instaló porque el ancho de haz estrecho del plato de 35 metros estaba causando problemas en la adquisición de naves espaciales durante su etapa de ascenso.
El plato de 4,5 metros tiene un ancho de haz más ancho y puede utilizarse para comunicarse con naves espaciales de hasta 100.000 kilómetros de altitud. Para ayudar en la adquisición de la señal cuando la posición de la nave espacial es demasiado incierta, el plato de 4,5 metros tiene un plato de 0,75 metros con un piggy-backed sobre él, con un ancho de haz aún más ancho.
La nueva estación de Norcia era una de las estaciones que proporcionaban la comunicación, el seguimiento y la transferencia directa de los datos de la nave espacial de Rosetta. En el futuro está previsto apoyar la misión BepiColombo. 